# 阿謝特·伊謝克舍夫
	阿謝特·奧連塔耶維奇·伊謝克舍夫（羅馬化：Äset Örentaiūly İsekeşev；1971年8月17日—）是哈薩克政治家，曾任總統府主任、努爾蘇丹市長、副總理、工業和新技術部長、投資與發展部長等職，自2020年1月起擔任哈薩克總統的助手和哈薩克安全理事會秘書。

## 生平

### 早年生活和教育
伊謝克舍夫1971年出生於卡拉干達。1994年畢業於阿爾法拉比哈薩克國立大學法學專業，1998年畢業於高等公共管理學院。

### 生涯
於1989年，他是歐米茄烏拉爾工廠的無線電設備裝配工。1995年至1997年在阿拉木圖東南部梅杜區擔任助理、高級助理檢察官。 1998年，他成為哈薩克戰略規劃和改革局首席專家。
1999年至2000年，任司法部中央和地方規範性法律行為登記管理司司長。2000年，伊謝克舍夫成為ZAO國家法律局局長。2001年至2002年，他擔任APK Sunkar LLP第一副主席、National Consulting Group LLP總裁、企業發展和法律事務副總裁、Ordabasy Corporation OJSC第一副總裁。
2002年11月，伊謝克舍夫成為經濟和預算規劃部長凱拉特·克利姆別托夫的顧問。2003年6月，任工業和貿易部副部長。
從2006年5月起，伊謝克舍夫擔任Kazyna可持續發展基金JSC董事會副主席。從2007年到2008年，他擔任Financial Projects LLP Credit Swiss Kazakhstan的營銷總監。
2008年2月，他被任命為哈薩克總統助理並擔任該職位，直至2009年5月21日成為工業和貿易部長。2010年3月12日，伊謝克舍夫被任命為哈薩克副總理兼馬西莫夫內閣工業和新技術部長。在該部於2014年8月6日重組後，他再次被任命為投資與發展部部長。
2016年6月21日，伊謝克舍夫成為阿斯塔納市長。在他的領導下，伊謝克舍夫因其在社交網絡上的反饋，特別是在Facebook上的反饋而被阿斯塔納居民稱為「大多數人的市長」。凌晨2點，有人看到伊謝克舍夫在社交媒體上回复居民。由於對市長的大量請求，哈薩克的社交媒體上甚至出現了一個笑話「標籤伊謝克舍夫」。伊謝克舍夫還在他的頁面上警告該市的居民和客人即將到來的降水，並通過有關好天氣的消息讓阿斯塔納居民振作起來。
從2018年9月10日至2019年3月24日，伊謝克舍夫擔任哈薩克斯坦總統府主任，接替退休的阿季利別克·賈克瑟別科夫。2019年3月25日，他成為第一任總統基金的執行主任，自2020年1月16日起，伊謝克舍夫一直擔任哈薩克安全委員會秘書。

## 外部連結
- Кадровые назначения （页面存档备份，存于）
- Кадровые перестановки 的存檔，存档日期2018-09-11.